# 多果乌桕
多果乌桕（学名：Sapium pleiocarpum）为大戟科乌桕属下的一个种。